# Львов мост
Львов мост (болг. Лъвов мост) — автодорожный каменный арочный мост через реку Владайская, расположенный в центре Софии, столицы Болгарии. Он был построен по проекту чешского архитектора Вацлава Прошека, его брата Йозефа и кузенов Богдана и Иржи. Львов мост дал своё название важному и оживлённому перекрёстку бульваров княгини Марии-Луизы и Сливница, на который он выходит, соединяя Центральный железнодорожный вокзал с центром города и служа его северной границей.

## История
Мост был построен из камня на месте старого моста, известного как Пёстрый мост (болг. Шарен мост), так как был украшен красными и жёлтыми полосами. Название происходит от четырёх бронзовых скульптур львов, являющихся его отличительной деталью. Все металлические элементы сооружения были изготовлены австрийской компанией Рудольфа Филиппа Вагнера, а электрические фонари были установлены в начале 1900-х годов. Всё строительство моста обошлось в 260 000 золотых левов. Авторству его создателей также принадлежит Орлов мост, расположенный к востоку от центра Софии и открытый в 1891 году.
Один из бронзовых львов моста изображён на обратной стороне болгарской банкноты 20 левов, выпущенной в 1999 и 2007 годах.
С 2012 года территория вокруг Львова обслуживается одноимённой станцией Второй линии Софийского метро.
В 2014 году была завершена капитальная реконструкция площади, превратившая перекрёсток в двухуровневую развязку. Автомобильное движение было убрано с моста, оставив его только для трамваев и пешеходов.

## Галерея
|  |  |  |  |